# Millennium Monsterwork 2000
Colossus of Destiny – szósty album koncertowy zespołu Melvins nagrany z zespołem Fantômas wydany w 2001 roku przez firmę Ipecac Recordings.

## Lista utworów
1. „Good Morning Slaves” („Page 27", Patton) – 1:47
2. „Night Goat” (Melvins) – 5:05
3. „The Omen (Ave Satani)” (Jerry Goldsmith) – 1:58
4. „Cholo Charlie” („Page 3", Patton) – 1:03
5. „White Men Are the Vermin of the Earth” – 1:01
6. „Terpulative Guns & Drugs” („Page 28", Patton) – 2:45
7. „Ol’ Black Stooges” (Crover/Osborne) – 2:33
8. „Ripping Chicken Meat” („Page 1", Patton) – 1:51
9. „The Bit” (Crover) – 5:55
10. „Musthing with the Phunts” („Page 29", Patton) – 1:00
11. „Me and the Flamer” („Page 14", Patton) – 4:03
12. „She’s a Puker” („Page 6", Patton) – 1:08
13. „The Turkey Doctor” („Page 10", Patton) – 1:05
14. „Hooch” (Melvins) – 1:12
15. „Mombius Hibachi” (Melvins) – 1:30
16. „Liquorton Gooksburg” („Page 23", Patton) – 0:46
17. „Skin Horse” (Osborne) – 3:35
18. „Cape Fear” (Bernard Herrmann) – 1:51
19. Untitled track – 0:13

## Twórcy
- Dale Crover – perkusja, wokal
- Trevor Dunn – gitara basowa
- King Buzzo – gitara, wokal
- Dave Lombardo – perkusja
- Mike Patton – wokal, sampler
- Kevin Rutmanis – gitara basowa
- David Scott Stone – gitara
- Vince DeFranco – produkcja
- John Goldon – mastering
- Randy Hawkins – nagłośnienie
- Mackie Osborne – okładka